# Rue Jacques-Perrin
La rue Jacques Perrin est une voie parisienne située dans le 14e arrondissement de Paris, en France.

## Situation et accès
La rue est située dans le quartier du Petit Montrouge entre la rue Mouton-Duvernet et la rue Brézin.

## Origine du nom
La rue rend hommage à Jacques Perrin (1941-2022), acteur, réalisateur de documentaires et producteur français.

## Historique
Par délibération du 4 juillet 2025, le tronçon de la rue Saillard entre la rue Mouton-Duvernet et la rue Brézin prend la dénomination de « Rue Jacques-Perrin ».